# Saint Elizabeth (Jamaica)
Saint Elizabeth is een parish van Jamaica. De hoofdstad van de parish is Black River.
St. Elizabeth heeft grote suikerrietplantages en twee suikerfabrieken. De bekende Appleton rum wordt geproduceerd op een plantage in het noordwesten van de parish.
Daarnaast kent de parish een groot aantal kleine boeren die zich hebben toegelegd op de teelt van voedselgewassen en groenten. De voedselvoorziening van het eiland, zelfs voor steden als Kingston, is voor een groot afhankelijk van de inspanningen van deze hardwerkende boeren. De grond is niet bijzonder vruchtbaar en het klimaat is vrij droog, maar met de juiste bemesting, grondbewerking en water conserverende landbouwmethoden worden goede opbrengsten gerealisereerd.

## Geboren
- Tessa Sanderson (1956), atlete
- Brigitte Foster-Hylton (1974), hordeloopster, wereldkampioene 2009

Clarendon · Hanover · Kingston · Manchester · Portland · Saint Andrew · Saint Ann · Saint Catherine · Saint Elizabeth · Saint James · Saint Mary · Saint Thomas · Trelawny · Westmoreland